# 壁新聞

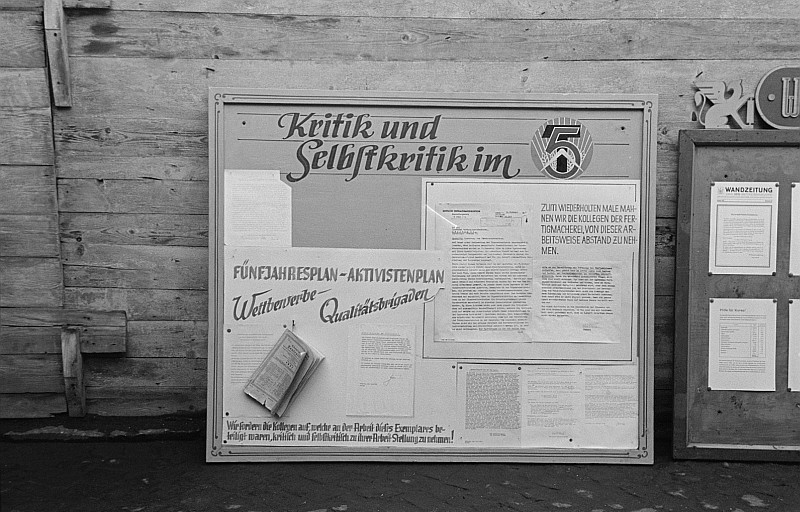
批判・自己批判の行動コントロール装置を利用する東ドイツの工場の壁新聞

壁新聞（かべしんぶん）とは社会においての情報伝達手段の一つ。通行人の通る建物の壁などに自身の主張を書いた紙片を貼り付けるということで、それを社会に対して公開することが目的とされている。

## 概説
この方法は経費をかけないで情報を伝達できる事がメリットとして広く行われている。政治や商業においては宣伝するということを目的として広く行われている。この方法は古代に人民を統治する方法としても使われており、昔の権力者は人民に事柄を告示する場合には広場などに壁新聞を掲示するという形式をとっていたこともある。2011年に東日本大震災が発生した際には、石巻日日新聞は新聞を印刷する機能が使えなくなっていたことから、数日間は手書きの壁新聞を発行し避難所などに張り出すという情報伝達手段をとっていた。
中華人民共和国では文化大革命の時期を中心に、大字報と呼ばれる壁新聞が政治運動の手段として広く利用され、1975年から1980年までは大字報の作成を「人民の権利」として憲法で保障していた。